# 김태곤
김태곤(金泰坤, 1937년~1996년)은 대한민국의 민속학자이다. 원광대학교와 경희대학교의 교수와 민속학연구소장 등을 지냈다.

## 생애
본관은 김해(金海)이며, 호는 남강(南剛)이다. 충청남도 서산 출신이다. 고향에서 태안중학교를 졸업한 뒤 인천고등학교를 거쳐 1963년에 국학대학 국문학과를 졸업하였다. 1966년 경희대학교 대학원을 졸업하고 1977년 일본 동경교육대학 대학원에서 《한국무속의 연구》로 문학박사 학위를 받았다. 경희대학교 강사를 거쳐서 1969년부터 국제대학 전임강사로 있다가 1971년 원광대학교 교수로 가 민속학연구소장, 박물관장을 역임하였다. 1978년에 경희대학교로 복귀하여 계속 재직하였고, 민속학연구소장을 역임했다.
한국종교사학회 이사(1969∼1981), 한국대학박물관협회 부회장(1973∼1976), 아세아민속학협회 회장(1978∼1981), 그리고 민속학회 이사로도 다년간 활동하였고 말년에는 한국민속학회 회장(1993∼1995)을 역임하였다.
민속학에서 민간신앙, 특히 무속분야 연구에 집중하였다. 그리고 현지조사에 많은 힘을 쏟았다.

## 저서
- 《황천무가연구》(黃泉巫歌硏究)(1966)
- 《한국무가집》4권(1971∼1979)
- 《한국민속학》(1973)·
- 《한국무속연구》(1981)
- 《한국무속도록》(1982)
- 《한국민간신앙연구》(1983)
- 《한국민속학원론》(1984)
- 《한국의 무속신화》(1985)